# 新伊莉莎白敦 (印地安納州)
新伊莉莎白敦（英語：New Elizabethtown）是位於美國印地安納州傑克遜縣的一個非建制地區。該地的面積和人口皆未知。